# Pelastoneurus brevis
Pelastoneurus brevis är en tvåvingeart som beskrevs av Robinson 1964. Pelastoneurus brevis ingår i släktet Pelastoneurus och familjen styltflugor. Inga underarter finns listade i Catalogue of Life.